# Pipiza cuprea
Pipiza cuprea är en tvåvingeart som beskrevs av Violovitsh 1985. Pipiza cuprea ingår i släktet gallblomflugor, och familjen blomflugor. Inga underarter finns listade i Catalogue of Life.